# Mercedes-Benz W 149
Der Mercedes-Benz W 149, genannt Typ 170 SV, bzw. Typ 200 V, war ein Geländesportwagen, den die Daimler-Benz AG 1938 bis 1939 mit der gleichen Roadsterkarosserie wie den Typ 170 VS (W 136 S) herstellte.
Das Unternehmen beschickte die Kraftfahrzeugwinterprüfung 1938, die von der Reichsregierung als motorsportlicher Wettbewerb abgehalten wurde, in dem aber insgeheim die Kriegsbrauchbarkeit von Serienautomobilen getestet werden sollte, mit insgesamt 30 Geländesportwagen, teils vom Typ 170 SV, teils vom Typ 200 V. Die Fahrzeuge waren zweisitzige Roadster und hatten einen Vierzylinder-Reihenmotor mit hängenden Ventilen, der aus 2007 cm³ Hubraum 53 PS (39 kW) bei 3600/min mit Einfachvergaser bzw. 64 PS (47 kW) bei 3500/min mit Doppelvergaser schöpfte. Damit erreichten die Fahrzeuge 116 km/h, bzw. 120 km/h.
Der 170 SV hatte ein verstärktes Fahrwerk und Geländereifen, während der 200 V mit normalem Fahrwerk und Straßenreifen ausgestattet war. Beide Typen hatten Fünfganggetriebe mit Mittelschaltung, hydraulisch betätigte Trommelbremsen an allen vier Rädern und Zentralschmierung.
Beide Fahrzeugtypen waren nicht im freien Verkauf erhältlich.

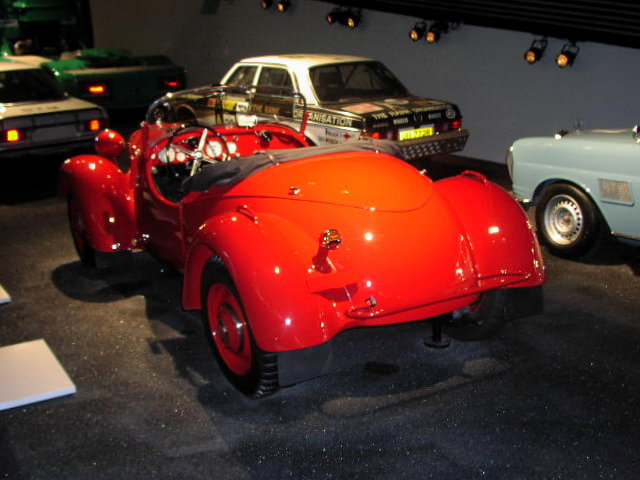
Mercedes-Benz 200 V (1938)